# Kaleidos (album)
Kaleidos è il terzo album in studio del gruppo musicale Agricantus, pubblicato in Italia nel 1998.

## Il disco
Il disco si richiama a musiche tratte dalle opere di Tomaso Albinoni, Béla Bartók, Luciano Berio, Johannes Brahms, Edvard Grieg, Modest Petrovič Musorgskij, Niccolò Paganini, Sergej Prokof'ev e a canti popolari dell'Armenia, della Romania, dell'Ungheria e dello Zaire.

## Tracce
Testi e musiche sono degli Agricantus.
1. Teleja - 4:53 (Tonj Acquaviva - Rosie Wiederkehr)
2. Loosin - 5:43 (Tradizionale) (adattamento musicale Tonj Acquaviva)
3. Sy e duar - 6:50 (Tonj Acquaviva - Mario Crispi - Mario Rivera - Rosie Wiederkehr)
4. Romeo & Giulietta - 6:31 (Tonj Acquaviva - Rosie Wiederkehr)
5. Ciumara - 5:31 (Mario Crispi)
6. Occhi chi nascinu - 4:17 (Tonj Acquaviva - Dentrix)
7. Yari - 5:43 (Tonj Acquaviva - Mario Crispi - Rosie Wiederkehr)
8. Ali - 5:03 (Tonj Acquaviva)
9. Araciu - 5:02 (Tonj Acquaviva)
10. Loosin (Bazgaz-edit) - 4:52 (Tradizionale)
11. Teleja (Tichi-tichitac mix) - 5:05 (Tonj Acquaviva - Rosie Wiederkehr)